# دانيال آدمز
دانيال آدمز (بالإنجليزية: Danielle Adams)‏ مواليد 19 فبراير 1989 في كانساس سيتي، هي لاعبة كرة سلة أمريكية. بدأت مسيرتها الاحترافية في سنة 2011. تم اختيارها من قبل فريق سان أنطونيو ستارز خلال الدرافت. يبلغ طولها 6 قدم 1 بوصة (1.9 م). لعبت مع سان أنطونيو ستارز ونادي بورجيز لكرة السلة للسيدات.

## روابط خارجية
- دانيال آدمز على موقع الاتحاد الوطني لكرة السلة النسائية (الإنجليزية)
- دانيال آدمز على موقع كرة السلة الأوروبية.كوم (الإنجليزية)
- دانيال آدمز على موقع كلية كرة السلة في سبورتس رفرنس.كوم (الإنجليزية)
- دانيال آدمز على موقع بروبوليرز (الإنجليزية)
- دانيال آدمز على موقع سبورتس رفرنس (الإنجليزية)